# Бромхед, Гонвиль
Гонвиль Бромхед (англ. Gonville Bromhead, 29 августа 1845 — 9 февраля 1891) — офицер британской армии, обладатель Креста Виктории, высшей награды британской армии. Медаль была получена за участие в обороне миссии Роркс-Дрифт, где рота Бромхеда, 139 человек, отбила атаки 4 тысяч зулусов. Майкл Кейн сыграл роль Бромхеда в фильме «Зулусы».
Бромхед родился в известной семье военных и вырос в Тёрлби, Линкольншир. В 1867 году он вступил в 24-й пехотный полк в звании энсина и в 1871 году был повышен до лейтенанта. Батальон Бромхеда был расквартирован в Южной Африке в 1878 и участвовал в Кафрских войнах и в Зулусской войне. Впоследствии он служил в Южной Азии, в 1883 году был повышен до майора и участвовал в Третьей Бирманской войне. Умер 9 февраля 1891 года от брюшного тифа в Аллахабаде, Индия, в возрасте 45 лет.